# Rotacijska spektroskopija
Rotacijska spektroskopija obuhvaća spektroskopske tehnike kojima se mogu proučavati rotacije molekula: mikrovalna spektroskopija i Ramanova spektroskopija.
Rotacijski spektar je dio spektra elektromagnetskog zračenja u infracrvenom i mikrovalnom području valne duljine od 3 do 300 milimetara koji potječe od molekularnih rotacija. Omogućava proučavanje geometrijskih svojstava (parametara) molekula, određivanje električnih svojstava molekula, kvantitativnu i kvalitativnu analizu plinskih mješavina, posebno analizu kemijskog sastava međuzvjezdane tvari. Poznavanje rotacijskih i vibracijskih spektara neke molekule omogućava njezino prepoznavanje u industrijskim procesima i okolišu.

## Rotacije molekula
Molekularne rotacije su kružna gibanja molekula plina koje imaju stalni električni dipolni moment. Način vrtnje molekule ovisi o njezinu momentu inercije, a moment inercije ovisi o prostornom rasporedu atoma molekule. Energijske razine su molekularnih rotacija točno određene, a prijelaz između razina može se dogoditi jedino ako molekula emitira ili apsorbira foton energije jednak razlici dviju rotacijskih energijskih razina.
Svaka molekula u plinskoj fazi može rotirati. U krutinama i tekućinama, molekulske rotacije su ili ometene ili zakočene međudjelovanjem (interakcijama) s drugim molekulama. Čak i slobodne molekule, se ne mogu rotirati na bilo koji način: molekulske vibracije su kvantizirane. Molekula može imati samo određene kutne količine gibanja. To znači da molekule imaju diskretne razine rotacijske energije. Apsorbiranjem ili emitiranjem kvanta energije u obliku fotona, molekula može prijeći iz jedne rotacijske energijske razine u drugu: molekula će ubrzati ili usporiti rotaciju za točno određenu vrijednost.
Elektromagnetsko zračenje, kao val električnog i magnetskog polja u prostoru, može međudjelovati (intereagirati) jedino s objektima s promjenjivim električnim ili magnetskim poljem. Da bi elektromagnetsko zračenje međudjelovalo s molekulskim rotacijama, molekulske rotacije moraju proizvoditi promjenjivo električno polje u svojoj okolini (stalna magnetska polja kod molekula postoje samo kod iznimno rijetkih molekula), a to mogu samo molekule s trajnim električnim poljem. Najjače se sprežu molekule koje imaju trajni dipolni moment.
Kod raspršenja zračenja, elektromagnetsko zračenje spreže se s električnim poljem koje je uzrokovano polarizacijom molekule zbog djelovanja električnog polja samog elektromagnetskog zračenja. To znači da će neelastično raspršenje elektromagnetskog zračenja biti moguće jedino ako polarizabilnost molekule ovisi o odabranom smjeru (anizotropne molekule) (elastično raspršenje zračenja ne daje nikakve podatke o molekularnim gibanjima).

### Spektri molekula
Nuklearna mehanika ima svoj početak u Bohrovim razmatranjima o rotatoru. Rotatorom zovemo fizikalno tijelo ili česticu koja se vrti oko čvrstog centra. Tipičan primjer rotatora predstavljaju dvoatomne molekule kao fluorovodik HF, klorovodik HCl, HJ i tako dalje. Kod tih molekula laki se vodikov atom okreće oko drugog znatno težeg atoma. Energija molekule, sadržana u vrtnji, u tom je slučaju direktno dana kinetičkom energijom vodikova atoma. Kod vrtnje je zgodno uvesti moment impulsa. Zamislimo da kamen vrtimo oko ruke. Tad najedanput počnimo polagano vuči konop i skraćivati polumjer staze kamena. Pri tom se brzina okretanja povećava tako da umnožak polumjera i brzine ostaje stalan (konstantan). Konstantni umnožak m∙v∙r zove se momentom impulsa i on u neku ruku mjeri jačinu okretanja. Kinetičku energiju čestice, koja se vrti u kružnici s polumjerom r možemo prema tome pisati u obliku:
{\displaystyle E={\frac {1}{2\cdot m\cdot r^{2}}}\cdot (r\cdot m\cdot v)^{2}={\frac {1}{2\cdot J}}\cdot p_{\phi }^{2}}
Moment impulsa ili impuls vrtnje označili smo sa pΦ, a moment tromosti m∙r2 s J. Impuls vrtnje stoji u istom odnosu s kutom Φ, što ga opisuje polumjer vrtnje, kao što stoji kod pravocrtnog kretanja (translacije) obični impuls m∙v s običnom koordinatom x.
Promatrajući spektre molekula, N. Bjerrum je prvi došao na pomisao da u vrtnjama molekula mora vladati diskontinuitet. Kako sam spominje, dobio je N. Bohr ovom idejom moćan poticaj. Bohr je sasvim općenito pretpostavio da moment impulsa čestice, koja se vrti, mora biti cijeli broj osnovne veličine h/2π:
{\displaystyle M=r\cdot m\cdot v=l\cdot {\frac {h}{2\cdot \pi }}}
gdje je: l - neki cijeli broj. 
Energija molekule E s kvantiziranim momentom impulsa M jednaka je:
{\displaystyle E={\frac {1}{2\cdot J}}\cdot M^{2}={\frac {h^{2}}{8\cdot \pi ^{2}\cdot J}}\cdot l^{2}}
U analogiji s klasičnim frekvencijama, Bohr je zaključio da se impuls vrtnje može promijeniti samo za veličinu h/2J. Molekula koja iz stanja l prelazi u stanje l - 1 emitira spektralnu liniju frekvencije:
{\displaystyle \nu ={\frac {E_{l}-E_{l-1}}{h}}={\frac {h}{4\cdot \pi ^{2}\cdot J}}\cdot (l-{\frac {1}{2}})}
Ovaj izraz malo ćemo popraviti. Potpuno slaganje s iskustvom postiže se kad se ispusti dodatni član 1/2. Prema tome, frekvencije emitiranih linija iznose:
{\displaystyle \nu ={\frac {h}{4\cdot \pi ^{2}\cdot J}}\cdot l}
Rotacijski spektri molekula dani su nizom linija koje imaju među sobom jednaki razmak. Razmak između spektralnih linija iznosi:
{\displaystyle \Delta \nu ={\frac {h}{4\cdot \pi ^{2}\cdot J}}}
Pokusima se takvi ekvidistantni (s jednakim razmacima) spektri opažaju duboko u infracrvenom području. Za svaku vrst molekula svojstven je razmak između linija. Kod tako jednostavnih molekula, kao što su HCl, HF ili HJ, možemo odmah proračunati moment tromosti J. On je jednak umnošku mase vodikova atoma s kvadratom udaljenosti između težišta obaju atoma. Znamo da je masa vodikova atoma jednaka 1,67∙10-27 kg, a iz kinetičke teorije materije izlazi da je razmak atoma u molekuli HCl jednak 1,3∙10-10 m. Prema tome dobivamo da je svojstven razmak između rotacijskih linija HCl jednak 6∙1011. Ova vrijednost vrlo dobro se slaže s opažanjima. 
Po iskustvu samo one dvoatomne molekule, koje imaju električki dipol, emitiraju rotacioni spektar. Simetrične molekule kao H2 i N2, gdje težište negativnog naboja pada zajedno s težištem pozitivnog, nemaju rotacionog spektra. Električki dipol predstavlja na primjer molekula HCl, pa shematski uzeti da se vodikov atom vrti oko čvrstog klorova atoma. 
Prema kinetičkoj teoriji materije, vrtnje molekula pobuđene su temperaturnim gibanjem. Na osnovu računa vjerojatnosti sasvim smo općenito zaključili da na svaki stupanj slobode otpada energija 1/2∙k∙T. Budući da se molekula može vrtjeti oko 3 glavne osi, otpada na rotaciju energija 3/2∙k∙T. S ovim teorijskim rezultatom dobili smo ispravni specifični toplinski kapacitet plinova, osim u slučaju kad se plin sastoji od dvoatomnih molekula. Tu razliku (diskrepanciju) možemo sada objasniti. Iz gornje jednadžbe proizlazi da su energetski nivoi to viši, što je manji moment tromosti. Za glavnu os, koja prolazi kroz težišta obaju atoma, taj moment inercije je izvanredno malen. Prvi energetski nivo leži tu već vrlo visoko. Očito je, dakle, da vrtnja oko te osi uopće ne može biti pobuđena. Pri proračunu prosječne rotacijske energije dvoatomnih molekula moramo uzeti samo 2 stupnja slobode. 
Prosječna rotacijska energija dvoatomnih molekula iznosi k∙T. Boltzmannova konstanta k jednaka je 1,37∙10-23 J/K, pa prosječna rotacijska energija molekula na sobnoj temperaturi iznosi oko 4∙10-21 J. Izjednačimo li to s gornjom jednadžbom, vidimo da se molekule HCl na sobnoj temperaturi moraju nalaziti oko stanja s kvantnim brojem l = 5. Linije u emisijskom ili apsorpcijskom spektru klorovodika imaju među sobom razmak 6∙10-11. Emisijska linija, koja nastaje prijelazom iz stanja l = 5 u stanje l = 4, ima frekvenciju 5 puta veću od tog razmaka, što daje za valnu duljinu λ = 0,1 mm. Ta i sve druge linije leže duboko u infracrvenom dijelu spektra. 
Rotacijske spektre možemo zato opažati kod spojeva vodika s halogenim elementima fluorom, klorom, bromom i jodom, jer je moment tromosti njihovih molekula izvanredno malen. Kad bi oko osi okretanja bili znatno teži atomi, energetski nivoi ležali bi mnogo dublje i gušće, pa se rotacijska vrpca ne bi dala spektralnim aparatima rastaviti na linije. Vidljive vrpce osim kod HF, HCl, HBr i HJ, dobivamo i kod simetričnih molekula CH4 i NH3. Tu prolaze osi vrtnje kroz teški ugljikov ili dušikov atom, pa njihova masa ne pridonosi momentu tromosti. Zanimljiva su opažanja na molekuli vode. Da su tu dva vodikova atoma simetrično postavljena s jedne i druge strane kisikova atoma na istom pravcu, imali bismo iste rotacijske spektre kao i kod HCl. Međutim, to se ne opaža. Rotacijski spektri vode mogu se objasniti predodžbom da 3 atoma molekule čine trokut, što je u skladu i s mjerenjima električnog momenta molekule. 

#### Rotacijskotitrajni spektri
Spektri molekula, koje smo dosad razmatrali, čisti su rotacijski spektri. Oni potječu od promjene energije vrtnje. No molekula nije kruti sistem, i njeni atomi mogu izvoditi titranja oko svojih položaja ravnoteže. Promjena titrajne energije mora se također mora se također odraziti u molekularnim spektrima. Iz iskustvenih podataka o specifičnim toplinskim kapacitetima plinova proizlazi da su titranja na normalnoj temperaturi tek neznatno pobuđena. Iskustvene vrijednosti specifičnih toplinskih kapaciteta plinova mogli smo ispravno izračunati uzevši u obzir samo energije vrtnje. Dok su kvantni brojevi vrtnje mnogobrojno zastupani, za kvantne brojeve titranja dolaze tek vrijednosti 0 ili 1. Označimo s ν0 frekvenciju titranja atoma u molekuli. Tad je po Planckovoj hipotezi energija titranja molekula jednaka n∙h∙ν0. Ukupna energija molekula jednaka je sumi rotacijske i titrajne energije:
{\displaystyle E={\frac {h^{2}}{8\cdot \pi ^{2}\cdot J}}\cdot l^{2}+n\cdot h\cdot \nu _{0}}
Pri kvantnom skoku može molekula istovremeno promijeniti i energiju vrtnje i energiju titranja. Frekvencija emitirane spektralne linije jednaka je:
{\displaystyle \nu ={\frac {h}{8\cdot \pi ^{2}\cdot J}}\cdot (l^{2}-l'^{2})+\nu _{0}\cdot (n-n')}
Promatrajmo emisijske linije. Titrajne energije znatno nadmašuju rotacijske. Prema tome, pri emisiji može se titrajna energija samo umanjiti. Stavljamo, dakle, n - n'  = 1. No rotacijska energija mogla se pri tom umanjiti ili povećati. Imamo dva slučaja: l'  = l - 1 i l'  = l + 1. Prema tome imamo i dvije grupe frekvencija:
{\displaystyle \nu =\nu _{0}+{\frac {h}{4\cdot \pi ^{2}\cdot J}}\cdot l}
{\displaystyle \nu =\nu _{0}-{\frac {h}{4\cdot \pi ^{2}\cdot J}}\cdot (l+1)}
Aditivni član 1/2 opet smo ispustili.
Težište linija dano je frekvencijom titranja. Lijevo i desno imamo dvije grane, od koji jedna odgovara povećanju rotacijskog kvantnog broja, a druga umanjenju. Takvi rotacijski titrajni spektri mjereni su s velikom točnošću. Na slici (apsorpcijski spektar klorovodika HCl u infracrvenom području) vidimo pozitivnu i negativnu stranu rotacijskotitrajnog spektra. Iz usporedbe s čisto rotacijskim spektrom molekule vidi se za koju su frekvenciju ν0 povećane frekvencije rotacijskotitrajnog spektra.
Prema prethodnim jednadžbama bio bi spektar molekula strogo s jednakim razmacima (ekvidistantan). Međutim, ako se pogledaju slike nekim spektara molekula vidi se da to nije savršeno. Razmak između linija smanjuje se prema manjim valnim duljinama ili višim frekvencijama. To je jasno ako pomislimo da titranje atoma izaziva promjenu momenata tromosti. Samo dok se rotacija i titranje promatraju kao potpuno nezavisni dobivaju se strogo linije s jednakim razmacima (ekvidistantne).
S promjenom rotacijske i titrajne energije molekula može se kombinirati i skok elektrona. Promjena elektronske energije znatno je veća i ona može uzrokovati da se molekularna vrpca pojavi u vidljivom području spektra.
Skok elektrona izaziva znatnu promjenu molekule. Zbog toga će se znatno promijeniti moment tromosti i frekvencija titranja. Cjelokupna promjena energije molekule nastaje promjenom elektronske energije E2, energije titranja Et i rotacijske energije molekule:
{\displaystyle \Delta E=E_{e}-E'_{e}+E_{t}-E'_{t}+{\frac {h^{2}\cdot l^{2}}{8\cdot \pi ^{2}\cdot J}}-{\frac {h^{2}\cdot l'^{2}}{8\cdot \pi ^{2}\cdot J'}}}
Opet će kvantni broj l poprimiti vrlo različite vrijednosti. Pri tom treba pomisliti da i elektron ima moment impulsa, što omogućuje prijelaz i bez promjene rotacije. Prema tome su za promjenu rotacijskog kvantnog broja moguća tri slučaja:
l'  = l - 1 → R grana
l'  = l + 1 → P grana
l'  = l → Q grana
Već prema ta 3 slučaja dobivamo tri grupe frekvencija koje ovise kvadratično o kvantnom broju l. Na slici vide se tri grane. Kao apscisa nanesena je frekvencija, a kao ordinata l. U tom dijagramu pojavljuje se tri grane kao tri parabole. Iz grafičkog prikaza može se odmah razabrati spektar. Linije se zgušćuju prema kraju. Ovo zgušćivanje, koje je tipično za sve vrpce u vidljivom dijelu spektra, izazvano je promjenom momenta tromosti molekule.
Kad promatramo molekularne spektre u vidljivom području, tad opažamo niz vrpca. Razmaci između pojedinih vrpca određeni su promjenom titrajne energije. Struktura vrpce, to jest broj linija i njihovo zgušćivanje prema jednom kraju, određeno je promjenom rotacijske energije. Da se ovaj niz vrpca pojavio u vidljivom području, uzrok je kvantni skok nekog elektrona. To je sumarna slika vrpčastog spektra, dobivena na osnovu kvantne teorije.

## Opća načela
Moment tromosti se definira kao: {\displaystyle I=\sum _{i=1}^{N}m_{i}r_{i}^{2}}, gdje je m masa atoma, a {\displaystyle r} udaljenost atoma od osi rotacije. Za proizvoljnu orijentaciju molekule, može se definirati 
matrica momenata tromosti:
{\displaystyle {\tilde {I}}={\begin{vmatrix}\sum _{i=1}^{N}m_{i}r_{xi}^{2}&\sum _{i=1}^{N}m_{i}r_{xi}r_{yi}&\sum _{i=1}^{N}m_{i}r_{xi}r_{zi}\\\sum _{i=1}^{N}m_{i}r_{xi}r_{yi}&\sum _{i=1}^{N}m_{i}r_{yi}^{2}&\sum _{i=1}^{N}m_{i}r_{yi}r_{zi}\\\sum _{i=1}^{N}m_{i}r_{xi}r_{zi}&\sum _{i=1}^{N}m_{i}r_{yi}r_{zi}&\sum _{i=1}^{N}m_{i}r_{zi}^{2}\end{vmatrix}}}.
Moguće je odabrati koordinatne osi tako da gornja matrica bude dijagonalna: {\displaystyle I_{xy}=I_{xy}=I_{yz}=0}. U tom slučaju osi rotacije se zovu glavne osi rotacije. Momenti tromosti, koji odgovaraju glavnim osima rotacije, označavaju se s {\displaystyle I_{A}}, {\displaystyle I_{B}} i {\displaystyle I_{C}}. Moment tromosti {\displaystyle I_{A}} odgovara najmanjem momentu tromosti, a {\displaystyle I_{C}} odgovara najvećem momentu tromosti. Molekule se prema simetriji mogu podijeliti na:
- sferične rotore: {\displaystyle I_{A}=I_{B}=I_{C}},
- linearne rotore: {\displaystyle I_{A}=0}, {\displaystyle I_{B}=I_{C}},
- simetrične rotore: {\displaystyle I_{A}\neq \ I_{B}=I_{C}} i
- asimetrične rotore: {\displaystyle I_{A}<I_{B}<I_{C}}.

Izgled spektra molekule ovisi o skupini kojoj molekula pripada.
Zbog rotacija, molekule osjećaju centrifugalnu silu, koja ih deformira. Deformacija molekule uzrokuje promjenu momenta tromosti što može zakomplicirati izračun položaja spektroskopskih linija. Zbog toga se često koristi aproksimacija krutog rotora: pretpostavlja se da se molekule ne deformiraju zbog centrifugalnih sila. Drugi problem nastaje zbog sprezanja rotacija i vibracija molekula. To se rješava pretpostavkom da molekula uopće ne vibrira.

### Dvoatomne molekule
Dvoatomne molekule, po definiciji spadaju u linearne rotore. Rotacija dva objekta oko zajedničkog težišta, može se prikazati kao rotacija jednog objekta reducirane mase, oko osi rotacije, čija je udaljenost do objekta jednaka udaljenostima dvaju ishodnih objekata. Reducirana masa se računa po formuli:
{\displaystyle \mu ={\frac {m_{1}m_{2}}{m_{1}+m_{2}}}}
Rješenjem Schrödingerove jednadžbe, uz aproksimaciju krutog rotora i pretpostavkom da molekula ne vibrira, kao rješenje, dobiva se: rotacijski term:
{\displaystyle F(J)=BJ(J+1)}
gdje je {\displaystyle J} rotacijski kvantni broj, a {\displaystyle B} rotacijska konstanta. {\displaystyle J} može poprimiti cijelobrojne vrijednosti veće od 0: {\displaystyle J=0,1,2} ... Rotacijska konstanta se definira kao:
{\displaystyle B={\frac {h^{2}}{8\pi ^{2}I}}}.
Rotacijska konstanta ima dimenziju frekvencije i obično se izražava u megahercima (MHz). Ponekad se koristi rotacijska konstanta koja ima dimenziju valnog broja (jedinica je recipročni centimetar):
{\displaystyle {\tilde {B}}={\frac {h^{2}}{8\pi ^{2}Ic}}}.
Energija spektroskopskog prijelaza odgovara razlici dvaju termova:
{\displaystyle E=hc[F(J_{i})-F(J_{j})]}
Foton, kao čestica koja ima spin 1 može promijeniti rotacijski kvantni broj za 1. To daje izborno pravilo za rotacijski prijelaz vođen dipolnim momentom molekule:
{\displaystyle \Delta J=\pm 1}
Kod raspršenja zračenja (Ramanski prijelaz), jedan foton se apsorbira, a jedan emitira, pa je izborno pravilo:
{\displaystyle \Delta J=\pm 2}
Pomoću danih izbornih pravila moguće je izračunati položaj spektroskopskih linija u spektru. Spektroskopske linije su međusobno jednako udaljene; Položaj linije u apsorpcijskom ili emisijskom spektru je:
{\displaystyle \Delta \Delta F(J)=F(J+1)-F(J)=2B(J+1)},
a u Ramanovom spektru:
{\displaystyle \Delta \Delta F(J)=F(J+2)-F(J)=2B(2J+3)}.
Realne molekule nisu kruti rotori, a, čak i u najnižem vibracijskom stanju, vibriraju, pa je opće rješenje puno kompliciranije:
{\displaystyle F_{v}(J)=B_{v}J(J+1)-D_{v}[J(J+1)]^{2}+H_{v}[J(J+1)]^{3}+L_{v}[J(J+1)]^{4}+...}
Gdje su, vibracijski ovisne, rotacijske konstante:
{\displaystyle B_{v}(J)=B_{e}-\alpha _{e}\left(v+{\frac {1}{2}}\right)+\gamma _{e}\left(v+{\frac {1}{2}}\right)^{2}+...}
{\displaystyle D_{v}(J)=D_{e}-\beta _{e}\left(v+{\frac {1}{2}}\right)+...}
{\displaystyle \alpha _{e}}, {\displaystyle \beta _{e}}, {\displaystyle \gamma _{e}}... su konstante sprezanja rotacije i vibracije, a {\displaystyle B_{e}}, {\displaystyle D_{e}}, {\displaystyle H_{e}}... su rotacijske konstante, ekstrapolirane na dno vibracijske plohe potencijalne energije.

### Linearni rotori
Molekule koje spadaju u grupu linearnih rotora imaju sve atome na zamišljenom pravcu (internuklearne osi). To znači da je moment tromosti kroz internuklearnu os jednak nuli ({\displaystyle I_{A}=0}): rotacija oko internuklearne osi zapravo uopće nije rotacija molekule! Preostale osi rotacije su jednake: {\displaystyle I_{B}=I_{C}}. Primjeri linearnih rotora su: ugljikov dioksid, cijanovodik, acetilen...
Jednadžbe, koje su prikazane za dvoatomne molekule, mogu se primijeniti i za linearne rotore; razlika je u računanju momenta tromosti i u računanju sprezanja vibracija i rotacija.
Linearne višeatomne molekule (molekule koje imaju više od tri atoma) imaju 3N-5 vibracijskih stupnjeva slobode, gdje je N broj atoma: ukupni broj stupnjeva slobode je 3N, što dolazi od broja koordinata kojima se mogu opisati položaji svih atoma u molekuli, od kojih tri stupnja slobode otpadaju na ukupni pložaj molekule u prostoru (na translaciju), a dvije, na rotacije molekule. Tada izraz za {\displaystyle B_{v}} postaje:
{\displaystyle B_{v}(J)=B_{e}-\sum _{i=1}^{3N-5}\alpha _{e,i}\left(v_{i}+{\frac {d_{i}}{2}}\right)+\sum _{i=1}^{3N-5}\gamma _{e,i}\left(v_{i}+{\frac {d_{i}}{2}}\right)^{2}+...}
gdje je {\displaystyle d_{i}} degeneracija vibracijskog nivoa.

### Simetrični rotori
Simetrični rotori se mogu podijeliti na: izdužene simetrične rotore i spljoštene simetrične rotore, ovisno o odnosu momenata tromosti:
simetrični izduženi rotori: {\displaystyle I_{A}<I_{B}=I_{C}}
simetrični spljošteni rotori: {\displaystyle I_{A}=I_{B}<I_{C}}
Primjeri pljoštenih simetričnih rotora su: benzen, borov trifluorid, ciklopropan, ...
Primjeri izduženih simetričnih rotora su: metil klorid, alen, ...
Rotacijske konstante se računaju za svaku os rotacije:
{\displaystyle A={\frac {h^{2}}{8\pi ^{2}I_{A}}}}, {\displaystyle B={\frac {h^{2}}{8\pi ^{2}I_{B}}}}, {\displaystyle C={\frac {h^{2}}{8\pi ^{2}I_{C}}}}
Simetrični rotori, pored rotacijskog kvantnog broja J, imaju i kvantni broj projekcije rotacije: K, te kvantni broj projekcije na laboratorijsku z os: {\displaystyle M_{J}}. Kvantni broj K i {\displaystyle M_{J}} mogu poprimiti vrijednosti:
{\displaystyle K=-J,-J+1,...,0,...,J-1,J}
{\displaystyle M_{J}=-J,-J+1,...,0,...,J-1,J}
Rotacije s različitim {\displaystyle M_{J}} imaju istu energiju. Uzevši u obzir da se kvantni broj {\displaystyle K} obično označava kao pozitivna vrijednost, ukupna degeneracija rotacijkog gibanja simetričnog rotora je {\displaystyle 2J(J+1)}, osim u slučaju kada je {\displaystyle K=0}: {\displaystyle J(J+1)}.
U općem slučaju, rotacijski term izduženog simetričnog rotora je:
{\displaystyle F_{v}(J,K)=BJ(J+1)-D_{J}[J(J+1)]^{2}+(A-B)K^{2}-D_{K}K^{4}-D_{JK}J(J+1)K^{2}...}.
Rotacijski term spljoštenog simetričnog rotora je sličan:
{\displaystyle F_{v}(J,K)=BJ(J+1)-D_{J}[J(J+1)]^{2}+(C-B)K^{2}-D_{K}K^{4}-D_{JK}J(J+1)K^{2}...}.
Rotacijske konstante: {\displaystyle A}, {\displaystyle B}, {\displaystyle C}, te konstante centrifugalne distorzije: {\displaystyle D_{J}}, {\displaystyle D_{K}} i {\displaystyle D_{JK}}, ovise o vibracijama, kao što je prikazano na primjeru dvoatomnih molekula.
Izborna pravila za rotacijske prijelaze simetričnih rotora, vođenih dipolnim momentom su: {\displaystyle \Delta J=\pm 1} i  {\displaystyle \Delta K=0}.
Iz toga slijedi položaj linija u spektru:
{\displaystyle \Delta \Delta F(J)=2B(J+1)-4D_{J}(J+1)^{3}-2D_{JK}(J+1)K^{2}}
Simetrični kruti rotor imao bi gotovo identični rotacijski spektar kao i linearni rotor, samo bi položaji linija bili pomaknuti za {\displaystyle 4D_{J}(J+1)^{3}}. Zbog trećeg člana u formuli, centrifugalna distorzija uzrokuje cijepanje linija na {\displaystyle J+1} liniju.
Primjenom električnog polja na uzorak ukida degeneraciju {\displaystyle M_{J}} kvantnih brojeva. Ova pojava se naziva Starkov efekt.

### Sferični rotori
Sferični rotori imaju sve momente tromosti jednake: {\displaystyle I_{A}=I_{B}=I_{C}}. Primjeri sferičnih rotora su molekule kubične simetrije: metan, kuban,  {\displaystyle B_{12}}, fuleren...
Rotacijski term krutog sferičnog rotora je:
{\displaystyle F(J)=BJ(J+1)}
Degeneracija rotacijskih termova je {\displaystyle [J(J+1)]^{2}}.
Sferični rotori, zbog svoje visoke simetrije, nemaju trajni dipolni moment niti anizotropnu polarizabilnost. Zbog toga sferični rotori nemaju mikrovalni niti Ramanov spektar. Centrifugalna distorzija može deformirati sferični rotor, u dovoljnoj mjeri da u visokim rotacijskim stanjima, sferični rotor prijeđe u simetrični i pokaže spektar.

### Asimetrični rotori
Asimetrični rotori imaju momente tromosti, duž različitih glavnih osi rotacije, različite:
{\displaystyle I_{A}\neq I_{B}\neq I_{C}}. Energijske razine se opisuju glavnim rotacijskim brojevima: {\displaystyle J_{A}}, {\displaystyle J_{B}}, {\displaystyle J_{C}}, te kvantnim brojevima projekcije rotacije na molekulske rotacijske osi: {\displaystyle K_{A}}, {\displaystyle K_{B}}, {\displaystyle K_{C}}. Degeneracija između projekcija rotacija na molekulsku os rotacije kod asimetričnih rotora ne postoji, a izborna pravila nisu rigorozna kao kod drugih rotora, pa rotacijski spektri imaju puno linija. To spektre čini zamršenima i teškima za asignaciju. Analiza spektra se obično provodi usporedbom s prethodno izračunatim vrijednostima položaja linija. Spektar se konceptualno može pojednostavniti usporedbom asimetričnog rotora sa simetričnim rotorom. Stupanj asimetričnosti se može prikazati konstantom {\displaystyle \kappa }:
{\displaystyle \kappa ={\frac {2B-A-C}{A-C}}}.
Vrijednost {\displaystyle \kappa } može biti između +1 i -1. Simetrični spljošteni rotori imaju vrijednost {\displaystyle \kappa =+1}, a Simetrični izduženi rotori imaju {\displaystyle \kappa =-1}. Asimetrični rotori imaju vrijednosti {\displaystyle \kappa } između tih vrijednosti. Većina asimetričnih rotora ima vrijednosti {\displaystyle \kappa } blizu +1 ili -1. 
Izborna pravila se mogu podijeliti u tri skupine:
prijelazi tipa a: {\displaystyle \mu _{a}\neq 0} {\displaystyle \Delta K_{A}=0,\pm 2\pm 4...}, {\displaystyle \Delta K_{C}=\pm 1\pm 3\pm 5...}
prijelazi tipa b: {\displaystyle \mu _{b}\neq 0} {\displaystyle \Delta K_{A}=\pm 1,\pm 3\pm 5...}, {\displaystyle \Delta K_{C}=\pm 1\pm 3\pm 5...}
prijelazi tipa c: {\displaystyle \mu _{a}\neq 0} {\displaystyle \Delta K_{A}=\pm 1,\pm 3\pm 5...}, {\displaystyle \Delta K_{C}=0,\pm 2\pm 4...}
Prijelazi s većim {\displaystyle \Delta K} su puno slabiji.

## Primjena rotacijske spektroskopije
Kako rotacijska konstanta ovisi o momentu tromosti, a moment tromosti o geometrijskim parametrima molekule, određivanjem rotacijskih konstanti, moguće je odrediti geometrijske parametre molekule: duljine veza, kutove i torzijske kutove. Problem je što moment tromosti, kod višeatomnih molekula ovisi o mnoštvu geometrijskih parametara, koji se ne mogu dobiti iz jedne rotacijske konstante. Zbog toga je potrebno snimiti mikrovalne spektre molekula s pojedinim atomima supstituiranim odgovarajćim izotopima. Na taj način se dobiva nekoliko momenata tromosti, pomoću kojih se, uz pretpostavku da su geometrijski parametri izotopno supstituiranih molekula jednaki, mogu rješiti geometrijski parametri. Geometrijski parametri, određeni mikrovalnom spektroskopijom, smatraju se najtočnije određenim geometrijskim parametrima. Mikrovalna spektroskopija je jedna od rijetkih metoda kojima se struktura molekula može određivati u plinskoj fazi.
Primjenom Starkovog efekta mogu se jako precizno određivati dipolni momenti molekula, i druga električna svojstva molekula.
Mikrovalna spektroskopija je nezamjenjiva metoda u astronomiji. U astronomiji, mikrovalno područje proučava grana astonomije koja se zove radioastronomija, jer su radio teleskopi obično tako konstruirani da primaju radio valove i mikrovalno zračenje. Pomoću mikrovalnog spektra, astronomi mogu analizirati molekule u maglicama koje su mnogo tisuća svjetlosnih godina udaljeni od Zemlje.